# Renesas Technology
Renesas Technology Corporation es una joint venture de las compañías Hitachi Ltd. (con un 55% del capital) y de Mitsubishi Electric Corporation (con un 45%). Fue creada el 1 de abril de 2003, y su presidente es Katsuhiro Tsukamoto.
Esta empresa japonesa con sede en Tokio, tiene un ámbito de trabajo que abarca más de 20 países (donde tiene subempresas, 19 en Japón y 20 en otros países), genera unos 702.700 millones de yenes anuales en el año fiscal 2008.
En marzo de 2009 su plantilla alcanzaba los 25 000 empleados.

## Ocupación
Esta empresa se dedica al sector de los semiconductores, y se encarga del diseño, desarrollo y fabricación de una línea de productos que se compone por sistemas digitales y analógicos, microcontroladores, DSP, SoC, memorias, controladores LCD, circuitos integrados estándares, circuitos integrados para aplicaciones específicas...
Renesas es la principal valedora de los microprocesadores con núcleo SuperH (SH) Su actividad la ha colocado entre las 20 empresas con mayor volumen de ventas de semiconductores.